# Sergiusz Rodakowski
Sergiusz Rodakowski (ur. 1882, zm. 1933) – białoruski kapłan prawosławny i nowomęczennik.

## Życiorys
Urodził się w 1882. O jego dzieciństwie i młodości nic nie wiadomo poza faktem, że w 1904 ukończył seminarium duchowne w Mińsku jako jeden z najlepszych uczniów. W tym samym roku przyjął święcenia kapłańskie i podjął pracę duszpasterską w parafii Zaśnięcia Matki Bożej w Ławriszewie. Był żonaty z Ksenią Czerniawską, siostrą późniejszej świętej Walentyny Mińskiej. Pracował tam do 1914; następnie udał się na bieżeństwo. W latach 1916–1917 pracował jako kapelan w armii rosyjskiej. Opuścił swoją jednostkę po rewolucji październikowej i zgłosił się do arcybiskupa mińskiego i turowskiego Jerzego, by na nowo podjąć działalność na Białorusi. Został proboszczem w parafii Trójcy Świętej w Talu. W 1930 został aresztowany za niepłacenie podatków nałożonych na parafię i skazany na prace przymusowe. Został warunkowo zwolniony po sześciu miesiącach, jednak władze stalinowskie odebrały mu dom parafialny, w którym dotąd zamieszkiwał; odtąd razem z rodziną mieszkał w różnych miejscach.
W marcu 1933 został ponownie zatrzymany i oskarżony o prowadzenie propagandy religijnej, jak również rozpuszczanie plotek o przyjeździe papieża do wsi Tal. Kapłan zaprzeczał tym zarzutom, jednak został 21 kwietnia 1933 skazany na rozstrzelanie i stracony w tym samym roku w nieznanym miejscu. 23 maja 1989 został całkowicie zrehabilitowany.
28 października 1999 został kanonizowany przez Egzarchat Białoruski Patriarchatu Moskiewskiego. W 2000 Rosyjski Kościół Prawosławny włączył go do grona świętych nowomęczenników czczonych w całej Rosji.